# دانشگاه آزاد اسلامی واحد اراک
دانشگاه آزاد اسلامی واحد اراک یکی از واحدهای دانشگاه آزاد اسلامی است که در شهر اراک و در استان مرکزی واقع شده‌است. این دانشگاه در ۱۹ دی ۱۳۶۳ راه‌اندازی شد و فعالیت رسمی علمی خود را از مهرماه سال۱۳۶۴ با پذیرش ۶۰۰ دانشجو از طریق آزمون سراسری در ۱۰ رشته تحصیلی شامل مهندسی عمران، مهندسی برق، مهندسی نساجی، مهندسی مکانیک، مهندسی کشاورزی، کارشناسی زبان و ادبیات فارسی، معارف اسلامی، مدیریت صنعتی، حسابداری و زبان و ادبیات انگلیسی آغاز نمود.

## دانشکده‌ها و رشته‌ها
دانشگاه آزاد اسلامی اراک به سرعت روند توسعه را طی کرد و در حال حاضر با رتبه جامع(**) و با امتیاز ۳۸/۲۳۹۳ با تنوع رشته‌های تحصیلی و بیش از۳۰ سال سابقه فعالیت علمی، آموزشی، فرهنگی و پژوهشی و با دارا بودن بیش از ۲۰ هزار دانشجو، ۲۰۱ رشته تحصیلی شامل ۳۳ رشته در مقطع دکترای تخصصی، ۶۱ رشته در مقطع کارشناسی ارشد، ۸۸ رشته در مقطع کارشناسی پیوسته و ناپیوسته و ۱۹ رشته در مقطع کاردانی در 7 دانشکده مصوب شامل: دانشکده فنی و مهندسی، دانشکده علوم پایه، دانشکده علوم انسانی، دانشکده مدیریت، دانشکده کشاورزی و منابع طبیعی، دانشکده پرستاری و مامایی و دانشکده مهارت و کارآفرینی در دو سایت مجزا بنام‌های شهرک دانشگاهی امیرکبیر و مجتمع آموزشی قائم‌مقام فراهانی در ۱۲۰ هزار متر مربع فضای آموزشی ـ رفاهی، ۳۵۰ عضو هیئت علمی تمام وقت، حدود ۷۴ هزار فارغ‌التحصیل، خدمات ارزشمندی را به جامعه علمی کشور عرضه داشته است.
دانشگاه آزاد اسلامی اراک به عنوان بزرگ‌ترین دانشگاه غرب کشور، در هفت معاونت آموزشی، پژوهشی، دانشجویی، عمرانی، اداری و مالی، فرهنگی و اجتماعی، پزشکی و معاونت سما، و دارای ۴ مرکز آموزشی وابسته- مرکز مهاجران، شازند، آستانه و خنداب هر ساله موفق به کسب موفقیت‌ها و دستاوردهای چشمگیری در زمینه‌های علمی، پژوهشی، فرهنگی و ورزشی می‌گردد. دانشجویان این دانشگاه رتبه‌های زیادی در مسابقات بتن ، پهپاد ، نانو و رباتیک کسب نموده‌اند . 
دانشگاه آزاد اراک ۲ بار در سال مهر و بهمن بر اساس سوابق تحصیلی بدون کنکور دانشجو میپذیرد.

### دانشکده‌ها
- دانشکده علوم پزشکی
- دانشکه مدیریت
- دانشکده فنی مهندسی و کشاورزی
- دانشکده علوم انسانی
- دانشکده علوم پایه
- دانشکده پرستاری و مامایی
- دانشکده مهارت و کارآفرینی

## رتبه‌بندی
بر اساس رتبه‌بندی مؤسسه سایماگو رتبه ۲۵۳۳ جهان و ۵۷ میان دانشگاه‌های ایران را دارد. همچنین بر اساس استنادی علوم جهان اسلام، این دانشگاه رتبه ۶ را در بین کل دانشگاه‌های آزاد اسلامی ایران دارد.

## نگارخانه

سراسرنمای دانشگاه آزاد اسلامی واحد اراک

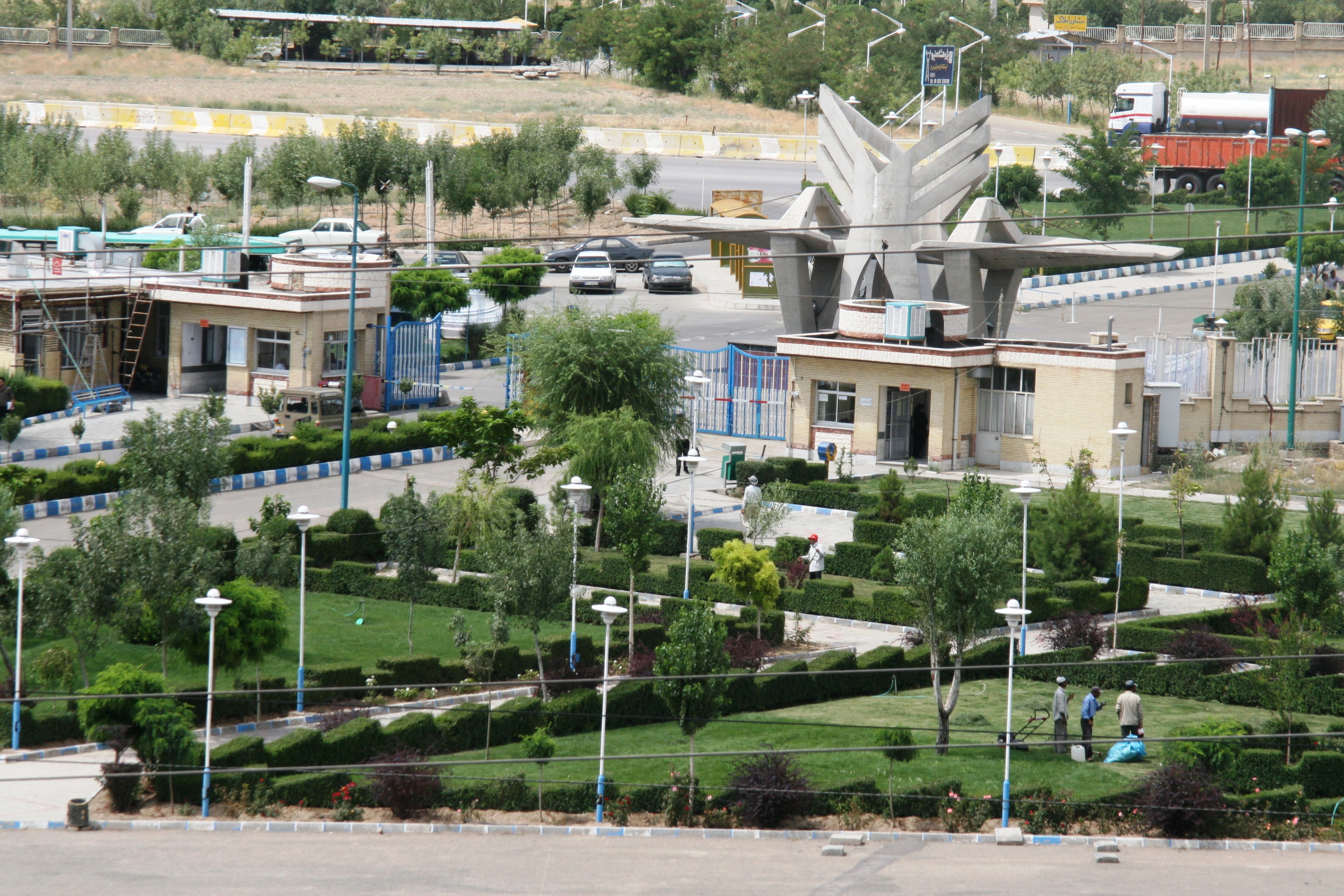
پردیس امیرکبیر
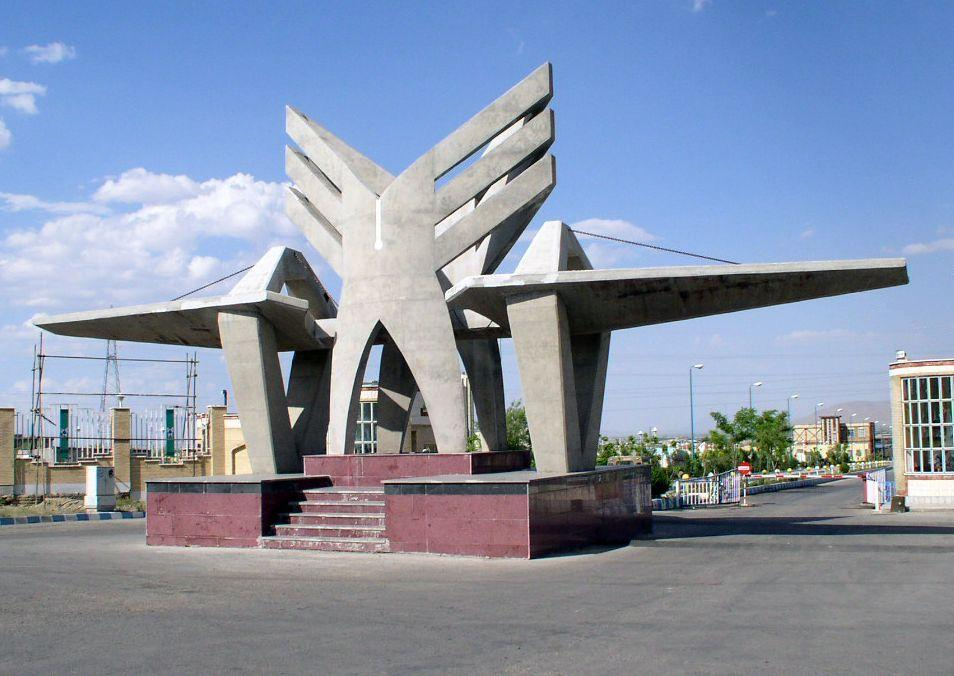
نمایی از درگاه ورودی دانشگاه